# Anteos clorinde
Anteos clorinde là một loài bướm ngày thuộc họ Pieridae. Loài này có ở Nam Mỹ, Trung Mỹ, và miền nam Bắc Mỹ.

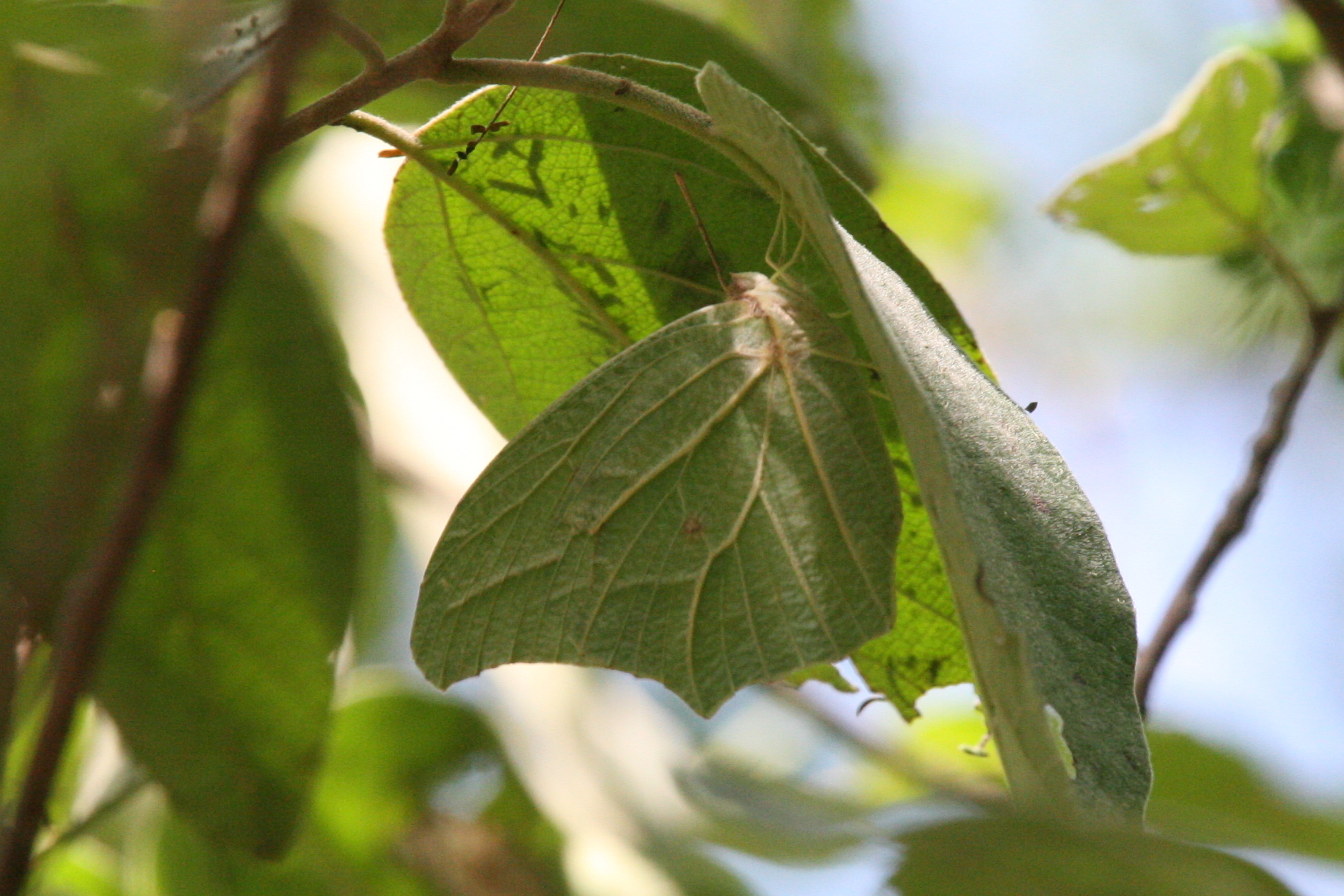

Sải cánh dài 70–90 mm. Con trưởng thành bay quanh năm in the tropical parts of its range và từ tháng 8 đến tháng 12 in the North.
Ấu trùng ăn Senna spectabilis.

## Phụ loài
The following subspecies are recognised:
- Anteos clorinde clorinde (Godart, 1824)
- Anteos clorinde nivifera (Frushstorfer, 1908) in México

## Hình ảnh

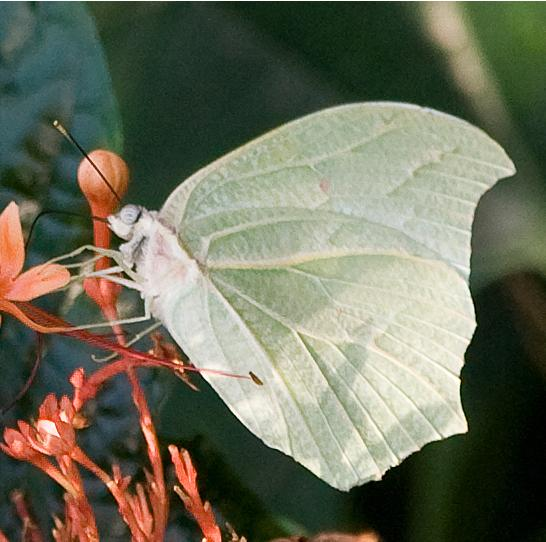
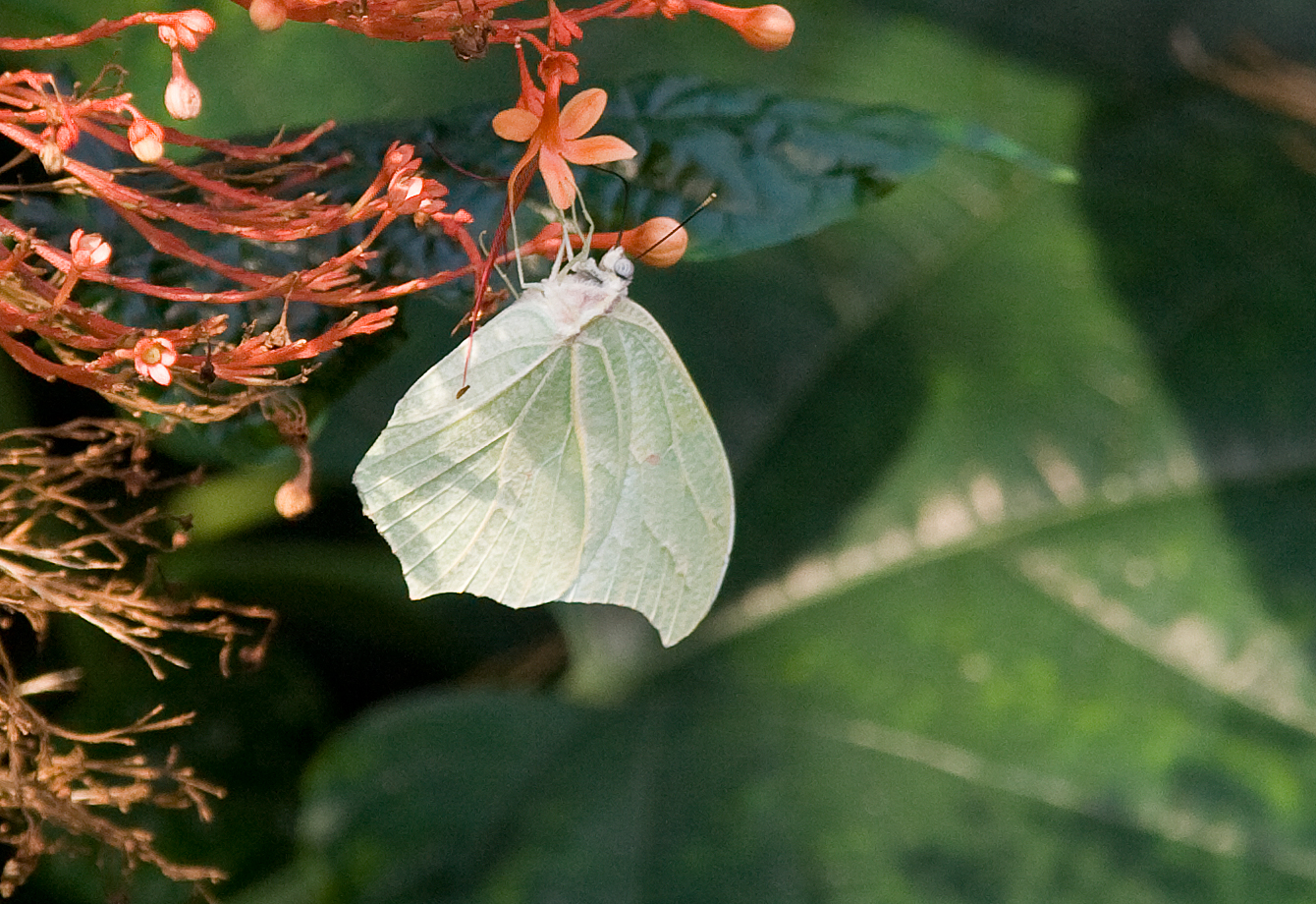